# Freylinia crispa
Freylinia crispa är en flenörtsväxtart som beskrevs av E.J. van Jaarsveld. Freylinia crispa ingår i släktet Freylinia och familjen flenörtsväxter. Inga underarter finns listade i Catalogue of Life.